# Seznam osebnosti iz Občine Bled
Seznam osebnosti iz Občine Bled vsebuje osebnosti, ki so se tu rodile, delovale ali umrle. 

## Turizem in gospodarstvo
- Nikolaj Bevk, gospodarstvenik (1942, Stražišče, Kranj – 2004, Bled)

### Turistični delavci
- Arnold Rikli, švicarski naravni zdravilec, ustanovitelj atmosferičnega zdravilišča na Bledu, začetnik turizma na Bledu (1823, Wangen an der Aare, Švica – 1906, Sankt Thomas, Nemčija)
- Rudolf Andrejka, pravnik, pisatelj, statistik, zgodovinar, propagator planinstva in turizma (1880, Ljubljana – 1948, Ljubljana)
- Rudolf Badjura, učitelj smučanja, organizator planinstva, potopisec (1881, Litija – 1963, Ljubljana)
- Božo Benedik, turistični delavec (1916, Šentvid pri Ljubljani – 2004, Bled)

Ostali turistični delavci, ki so pripomogli k predstavitvi Bleda in blejskega turizma v Sloveniji in tujini:
Robert Wendl, Leopold Stuchey, Ivan Pretnar, Franc Rus, Ivan Rus, Ciril Majcen, Franc Jemc, Dragotin Bitenc, Emerich Mayer, Gustav von Pongratz, Johann Weitzer, Egon Mosche, Gabrijel Hočevar, Ivan Piber, Florijan Janc, Anton Mikuš, Ivan Mayer, Jože Vrhunc, Zvonko Janežič, Slavko Repe, Franc Mayer, Rupert Krajner, Albin Češarek, Franc Špiller Muys, Dušan Sernec, Franc Zupan, Franc Kežar, Renne Lettis, Alojz Štimnikar, Julka Rus, Franc Rakušček, Rudolf Andrejka, Karel Mohorčič, Otomir Krupski, Vlado Kalajžič, Peter Deh, Robert Vodička, Andrija Lerh, Arthur Miller, Rajko Gradnik, Božo Drenovšek, Jožica Poljanec Pazlar, Andrej Vidic, Anton Kunčič, Jože Kapus, Leopold Pernuš, Bogdan Šanca, Matjaž Završnik, Branko Lubej, Marko Potočnik, Miro Mulej, Janez Kenda, Mirko Poč, Ivan Plemelj, Dušan Arzenšek, Franc Rozman.

### Gostilničarji, hotelirji
- Jakob Peternel, hotelir, župan, urar, turistični delavec, postavil današnja hotela Union in Triglav (1875, Dovje – 1932, Bled)
- Anton Vovk, prvi domačin, ki se je na Bledu začel ukvarjati s turizmom.
- Aleksander Molnar, hotelir, golfist
- Jula Molnar, hotelirka, podjetnica (1891, Bled – 1967, Bled)

Ostali hotelirji in gostilničarji: Heinrich Steidl, Anton Vovk ml., Aleksander Molnar, Janka Raitharek roj., Ivan Juretič, Julka Potočnik, Jože Vester, Jera Vester, Janez Vester, Zdravko Rus, Albin Izlakar, Ana Izlakar, Matevž Jekler, Franc Hudovernik, Ivan Medja, Pavla Roblek roj. Tominšek, Janez Kenda, Margareta Albern, Otto Woelfling, Andreja Povhe, Uršula Ferjan, Franc Prešeren, Josef Luckmann, Camillo Aichelburg, Gustav Valtrini, Fany Valtrini, Hans Loos, Antonija Mušič, Andrej Tolazzi, Kristina Ocvirk, Anton Ocvirk, Jožica Šmid, Amalija Šmid, Helena Mandeljc, Franc Mandeljc, Adolf Štarkl, Mirko Pristavc, Adolf Petretič, Jakob Klinar, Janez Klinar, Jera Klinar roj, Kotnik, Viktor Klinar, Ivana Kette, Miha Černe, Marija Strgar, Helena Sodja, Jakob Sodja, Katarina Korošec, Leo Korošec, Sonja Taler, Anton Burja, Julij Šilih, Marija Kenda, Alojzij Majcen, Marija Trnka, Jožef Korošec, Marijana Korošec, Josip Korošec, Ivanka Kokalj, Marija Warta, Viktor Pogačar, Erna Paar, Franc Arh, Valentin Mulej, Davorin Vrinšek, Milka Florjančič, Ivan Rus, Franc Stare, Ivan Bartman, Alfonz Breznik, Jurij Ravnik, Josip Hočevar, Matevž Jekler, Ana Jekler, Jožefa Jekler, Jakob Goesser, Marija Baraga, Matevž Ulčar, Ivanka Ulčar, Anton Zaič, Vera Pucher roj. Jensterle, Arno Pucher, Mojca Pucher, Ivan Zrimec, Neža Pogačar, Franc Toni, Antonija Toni, Ferdo Sekovanič, Marija Plemelj roj. Ropret, Alojz Majcen, Aleš Kunaver, Marija Potočnik, Andrej Potočnik, Julka Juretič, Anica Rus, Anton Ropret, Terezija Ropret, Ivan Troha, Josipina Vrhunc, Marija Vrhunc, Jožica Hočevar, Mara Poščič roj. Vovk, Marija Klimek, Silvio Ludvik Polacco, Tila Vovk, Jurij Trunk, Adam Hefter, Jože Berc, Nikola Ščavina, Vally Anaretto, Frančiška Novak, Štefka Savnik roj. Novak, Ivica Goričar, Frančiška Goričar, Helena Izmajlova, Amalija Podhorn, Andrej Mallner, Marija Mallner, Johann Mallner, Fanny Mallner, Ivan Dolničar, Ludvik Berc ml., Slavica Lotter, Jožef Bijol, Lojze Potočnik, Marjan Pibernik.

### Lastniki vil
- Nicholas Oman, lastnik Riklijeve vile in dvorca Grimšče, poslovnež, diplomat (1942, Podkoren)
- Ernest Windischgraetz, pripadnik rodbine Windischgrätz je na Mlinem dal zgraditi dvorec, ki ga je kasneje prevzela rodbina Karađorđević in ga poimenovala Suvobor. Leta 1945 dvorec postane Titova rezidenca z imenom Maršalov dvor, danes pa se imenuje Vila Bled.
- Vila Belmond Bled: Ivan Kokalj, Friderik Kreiner, Viljem Kreiner
- Vila Zlatorog: 
  - Viktor Ruard, veleposestnik, podjetnik (1814, Jesenice – 1986, Jesenice)
  - Adolf Muhr, dunajski veletrgovec, lastnik gospostva gradu Bled.
- Vila Rog: družina Luckmann z Dunaja
- Vila Nada: Franc Rus, Minka Moos, Antonija Ravnik

- Rodbina Kessler je imela v lasti Kesslerjevo vilo na Bledu, ki jo danes poznamo kot Župančičevo vilo:
  - Alojzij Kessler
  - Marija Kessler
  - Ana Kessler
  - Mici Kessler
  - Slava Kessler
  - Vera Albreht

## Šolstvo
- Blaž Pilko, učitelj, slikar, podobar (med letoma 1906 in 1909 je deloval na Bledu)
- Blaž Kumerdej, šolnik, razsvetljenec in narodni buditelj (1738, Zagorice, Bled – 1805, Ljubljana)
- Štefan Vidic, gimnazijski profesor (1797, Bled – 1861 Gorica, Italija)
- Elvira Dolinar, učiteljica, pisateljica, publicistka, feministka (1870, Krško – 1961, Bled)
- Rajko Gradnik, šolnik, prosvetni delavec, geomorfolog, meteorolog (1880, Medana – 1961, Bled)
- Jože Ulčar, profesor matematike (1915, Bled – 1967 Skopje, Makedonija)

## Religija
- Krištof Fašank, pridigar (začetek 16. stoletja – 1580, Nadlišek, Ljubljana), od leta 1562 je začel službovati na Bledu in uvajati protestantsko obredje.
- Matija Schoss, duhovnik, pridigar, bogoslovni pisec (1683 Tržič – 1736 Bled)
- Janez Avguštin Puhar, izumitelj fotografije na steklenih ploščah, slikar, pesnik, duhovnik (1814, Kranj – 1864, Kranj), kot duhovnik je med letoma 1846 in 1853 služboval na Bledu.
- Matija Torkar, nabožni pisec, duhovnik (1832, Zasip, Bled – 1902, Raka, Krško)
- Josip Lavtižar, duhovnik, potopisec, zgodovinar, glasbenik (1851, Kranjska Gora – 1943, Rateče), kot duhovnik je služboval tudi na Bledu.
- Janez Oblak, duhovnik, ki je služboval na Bledu med letoma 1896 in 1933.
- Janez Piber, rimskokatoliški duhovnik, politik (1866, Bled – 1934, Ljubljana)
- Franc Kimovec, duhovnik, kaplan, skladatelj (1878, Glinje – 1964, Ljubljana)
- Jakob Soklič, duhovnik, umetnostni zgodovinar, muzejski zbiralec (1893, Bled – 1972, Slovenj Gradec)
- Franc Krizostom Sekovanič, duhovnik, filozof, pesnik, redovnik, frančiškan (1895, Bled – 1972, Radovljica)
- Franc Gornik, duhovnik, vojak, častnik (1895, Gabrovec, Metlika – 1968, Radovljica), med letoma 1947 in 1962 je služboval na Bledu.

## Humanistika in znanost
- Valentin Plemel, botanik (1820, Bled – 1875, Jesenice)
- Franc Seraf Plemel, botanik (1828, Bled – 1852 Dunaj, Avstrija)
- Jan Niecisław Baudouin de Courtenay, jezikoslovec (1845, Radzymin – 1929, Varšava), med zdravljenjem na Bledu je preučeval govor Bleda in okoliških krajev.
- Mihajlo Pupin-Idvorski, srbsko-ameriški fizik, matematik, elektrotehnik, častni občan občine Bled (1854, Idvor, Banat, današnja Srbija – 1935, New York, ZDA)
- Albin Belar, izumitelj, fizik, kemik, seizmolog (1864, Ljubljana – 1939, Polom, Kočevje), nekaj let je živel in deloval na Bledu, kjer je imel potresno opazovalnico.
- Josip Plemelj, matematik (1873, Bled – 1967, Ljubljana)
- Peter Florjančič, izumitelj (1919, Bled – 2020, Radovljica)
- Vojan Rus, filozof, publicist (1924, Gornja Radgona – 2015, Bled)
- Janez Svetina, psiholog, filozof, prevajalec, pesnik, šolnik (1941, Rečica, Bled, – 1991, Gornja Radgona)

## Zdravstvo
- Tomaž Kristan, zdravnik (1735, Bled – 1800, Dunaj, Avstrija)
- Martin Razpet, zdravnik (1826, Bled – 1888, Novo mesto)
- Hugo Roblek, farmacevt, planinec, narodni buditelj (1871, Radovljica – 1920, Trst, Italija)
- Jože de Gleria, zdravnik (1892, Dolnji Logatec – 1976, Bled)
- Aleš Žemva, zdravnik internist (1948, Bled)

## Pravo, uprava in politika
- Jurij Wohiniz, pravnik, ekonomist (ok. 1618, Bled / Doslovče / Smokuč – 1684, Dunaj, Avstrija)
- Gustav Thurn-Valsassina, grof, politik, deželni glavar, častni občan občine Bled (1836, Radovljica – 1888, Radovljica)
- Jožef Schwegel, diplomat, politik, gospodarstvenik, pisatelj, pesnik 1836, Zgornje Gorje – 1914, Bled)
- Ferdinand Ullrich, pravnik, dijaški organizator (1846, Bled – 1900, Maribor)
- Andrej Ferjančič, pravnik, politik (1848, Slap pri Vipavi – 1927, Bled)
- Matej Pretner, pravnik (1859, Bled – 1944 Ljubljana)
- Danilo Majaron, pravnik, politik, kulturni delavec (1859, Borovnica – 1931, Bled)
- Ivan Krizostom Švegel, diplomat, politik (1875, Zgornje Gorje – 1962, Bled)
- Ivan Kenda, župan, posestnik, gostilničar, hotelir (1877, Bovec – 1936/37, Bled / Pokljuka)
- Duchess Marie Antoinette of Mecklenburg, vojvodinja (1884, Benetke, Italija – 1944, Bled)
- Josip Rus, pravnik in politik (1893, Bled – 1985, Ljubljana)
- Boris Kocijančič, politik, pravnik, partizan, dolgoletni predsednik Veslaške zveze Slovenije (1909, Bušeča vas – 1968, Ljubljana)
- Tončka Durjava, politična delavka (1919, Bled – 2003)
- Andrea Karađorđević, srbski princ (1929, Bled – 1990, Irvine, Kalifornija, Združene države Amerike)

## Vojska
- Franc Genuin Gallenfels, plemič, najemni vojak, diplomat (1680, Bled – 1742, Lizbona, Portugalska)
- Julius von Payer, avstrijsko-madžarski oficir, alpinist, kartograf, slikar in profesor (1841, Schönau – 1915, Bled)
- Anton Markelj, črnovojnik (1872, Bohinjska Bela – 1915, Bohinjska Bela)
- Jožef Pretnar, vojak (1880, Rečica – 1946)
- Duncan Heaton-Armstrong, britanski oficir (1886, Bled – 1969)
- Franc Šolar, vojak (1896, Bled – 1943)
- Vladimir Gradnik, vojaški strokovnjak, strokovni pisec (1899, Medana – 1961, Bled)
- Jakob Bernard, partizanski komandant in narodni heroj (1909, Koritno, Bled – 1943, Stirpnik, Škofja Loka)
- Jože Jan, obveščevalec, inovator, poslovnež (1914, Bled – 2009)
- Anton Bole, partizan prvoborec, družbenopolitični delavec in gospodarstvenik (1916, Bled – 1990, Ljubljana)

## Šport
- Avgust Jakopič, smučarski tekač (1913, Bled – 2000)
- Saša Molnar, alpski smučar (1920, Bled)
- Vekoslav Skalak, veslač (1931, Bled)
- Bogomir Mirko Vovk, letalec golfist, fotograf (1931, Grad, Bled)
- Božo Jemc, smučarski skakalec (1940, Bled – 1991)
- Boris Klavora, veslač (1941, Bled)
- Slavko Janjušević, veslač (1941, Nikšić, Črna gora – 2007, Bled)
- Andrej Klinar, alpski smučar (1942, Jesenice – 2011 Bled)
- Alojz Colja, veslač (1943, Bled)
- Jože Berc, veslač (1944, Bled)
- Blaž Jakopič, olimpijec, alpski smučar, pravnik (1945, Bled)
- Jure Potočnik, veslač (1949, Bled)
- Miloš Janša, veslač (1950, Bled)
- Tomaž Jemc, smučar in voznik rallya (1964, Bled)
- Jani Klemenčič, veslač (1971, Bled)
- Denis Žvegelj, veslač (1972, Jesenice), veslal je za Veslaški klub Bled.
- Špela Pretnar, alpska smučarka (1973, Bled)
- Matej Soklič, smučarski tekač (1973, Bled)
- Roman Ambrožič, veslač (1973, Bled)
- Urban Franc, smučarski skakalec (1975, Bled / Kranj)
- Janez Marič, biatlonec (1975, Bled / Kranj)
- Klemen Mohorič, hokejist (1975, Bled / Kranj)
- Boris Pretnar, hokejist (1978, Bled)
- Anže Ulčar, hokejist (1979, Bled)
- Luka Špik, veslač (1979, Kranj), veslal je za Veslaški klub Bled.
- Dejan Žemva, hokejist (1982, Bled)
- Egon Murič, hokejist (1982, Bled)
- Marjan Manfreda, hokejist (1983, Bled)
- Katja Višnar, smučarska tekačica (1984, Bled)
- Žiga Svete, hokejist (1985, Bled)
- Robert Pesjak, hokejist (1985, Bled)
- Klemen Pretnar, hokejist (1986, Bled)
- Sara Isakovič, plavalka, (1988, Kranj), živela je na Bledu.
- David Sefič, hokejist (1989, Bled)
- Laura Šimenc, kolesarka (1990, Bled)
- Thomas Keller, nekdanji predsednik Mednarodne veslaške zveze, v Mali Zaki na Bledu je njegov kip.

## Umetnost in kultura
- Jurij Adam Grimbschitz, baron, operoz, vicedomski acesor, ljubitelj umetnosti (1667, Bled – 1757, Bled)

### Gledališče, film in glasba
- Max Landa, avstrijski gledališki igralec in igralec v nemih filmih (1873, Minsk, Belorusija – 1933, Bled)
- Jože Zupan, gledališki in filmski igralec (1921, Zasip, Bled – 1991, Ljubljana)
- Franc Koren, pevec (1913, Jesenice – 1982, Bled)
- Alojz Stiplošek Loča, klarinetist (1931, Ljubljana - 2021), odraščal in živel na Bledu.
- Braco Koren, pevec zabavne in narodno-zabavne glasbe (1944, Jesenice), živi na Bledu.
- Jože Antonič, ustanovitelj in vodja Alpskega kvinteta (1945 - 2016), župan Bleda 2002-06
- Tone Frelih, filmski režiser, scenarist, pisatelj (1945, Bled)
- Milena Zupančič (1946, Jesenice), častna občanka občine Bled
- Olga Gracelj, glasbenica, sopranistka (1950, Bled)
- Rado Mužan, igralec, režiser, lutkar (1951, Bled – 2012)
- Damjan Jensterle, arhitekt, glasbenik, pesnik, paleontolog (1951, Zasip, Bled – 2020)
- Manca Špik, pevka (1980, Kranj), odraščala je na Bohinjski Beli v občini Bled.

### Slikarstvo, kiparstvo in fotografija
- Jurij Adam Grimšic, slikar, operoz (1670, Bled – 1757, Bled)
- Benedikt Lergetporer, avstrijski fotograf (1845, Salzburg, Avstrija – 1910, Bled)
- Franc Ropret, podobar (1878, Bled – 1952, Mengeš)
- Rudolf Ernst Marčić, slikar (1882, Litija – 1960, Lovran, Hrvaška), živel je na Bledu in tam razstavljal svoja dela.
- Karla Bulovec Mrak, kiparka, risarka (1895, Bled – 1957, Golnik)
- Rudolf Arh, slikar, inženir (1905, Rečica, Bled – 1998, Blejska Dobrava)
- Slavko Pengov, slikar (1908, Ljubljana – 1966, Ljubljana), njegova najpomembnejša dela so freske v blejski župnijski cerkvi in mozaiki v vladni vili na Bledu.
- Franc Benko, restavrator, konservator (1915, Bled – 2003, Viktorija, Avstralija)
- Stane Meterc, slikar (1927, Ribno, Bled – 1993, Gorica, Italija)
- Melita Vovk, slikarka, ilustratorka (1928, Bled)
- Janez Ravnik, akademski slikar (1929, Bohinjska Bistrica), že od leta 1956 deluje na Bledu.

### Književnost
- Vida Jeraj, pesnica (1875, Bled – 1932, Ljubljana)
- Štefka Bulovec, bibliografinja, pesnica (1901, Bled – 1984, Ljubljana)
- Stanko Lapuh, pisatelj, zgodovinar, geograf (1905–1993), odraščal je v Zasipu.
- Karel Mauser, pesnik, pisatelj (1918, Bled – 1977, Cleveland, Ohio, Združene države Amerike)
- Ivan Ribič, pisatelj, režiser, filmski in televizijski scenarist (1920, Ljubljana – 1982, Bled)
- Ivan Jan, pisatelj, zgodovinar, železar, partizan (1921, Rečica, Bled – 2007, Kranj)
- Tone Svetina, pisatelj, kipar, zgodovinar (1925, Bled – 1998, Bled)
- Vid Pečjak, slovenski pisatelj in psiholog (1929, Ljubljana – 2016, Bled)
- Peter Božič, pisatelj, dramatik (1932, Bled – 2009, Ljubljana)
- Janez Petkoš, pesnik, pisatelj (1947, Bled)

## Tematizacija Bleda v književnosti
- France Prešeren: »Dežela kranjska nima lepšga kraja, ko je z okolšno ta, podoba raja.«
- Rado Murnik: Na Bledu
- Josip Lavtižar: Bled in Briksen
- Alojzij Kokalj: Bucek na Bledu. SN 1895 (št. 45)
- Dragotin Kette: pesem Na Blejskem otoku
- Josip Murn - Aleksandrov: pesem Na Blejskem otoku
- Oton Župančič: pesmi Jezero in Na Bledu
- Vera Albreht: pesem Na Bledu
- Franc Gornik: Bled v fevdalni dobi
- Dušan Merc: Potopljeni zvon

## Znameniti gosti
- Franc Xaver Richter, avstrijski skladatelj, violinist, pevec (1709, Holesov, Češka − 1789, Strasbourg, Francija)
- Balthasar Hacquet, francoski kirurg, naravoslovec, etnolog (ok. 1735, Francija − 1815, Dunaj, Avstrija)
- Friedrich von Gentz, nemški diplomat, pisatelj (1764, Vroclav, Poljska − 1832, Dunaj, Avstrija)
- Klemens Wenzel von Metternich, avstrijski politik, diplomat, državni (1773, Koblenz − 1859, Dunaj, Avstrija)
- Humphry Davy, angleški kemik, fizik (1778, Penzance, grofija Cornwall, Anglija − 1829, Ženeva, Švica)
- Janez Habsburško-Lotarinški, avstrijski nadvojvoda in feldmaršal (1782, Firence, Italija − 1859, Gradec, Avstrija)
- Anton Alexander von Auersperg, znan pod psevdonimom Anastasius Gruen / Grün, avstrijski pesnik, kranjski liberalni politik (1806, Ljubljana − 1876, Gradec, Avstrija)
- Gustav Hölzel, avstrijsko-madžarski operni pevec (1813, Pešta, Madžarska − 1883, Dunaj, Avstrija)
- Andrej Einspieler, politik, duhovnik, publicist (1813, Bistrica v Rožu  − 1888, Celovec, Avstrija)
- Fran Levstik, pesnik, pisatelj, dramatik, kritik, jezikoslovec (1831, Dolnje Retje pri Velikih Laščah − 1887, Ljubljana)
- Anton Foerster, skladatelj, dirigent (1837, Češka − 1926, Novo mesto)
- Hugo Noot, nemški industrialec (1842−1923)
- Peter Valjavec, profesor, filolog (1846, Srednja Bela − 1909, Gradec, Avstrija)
- Ignacij Borštnik, gledališki igralec, režiser, pedagog (1858, Cerklje na Gorenjskem − 1919, Ljubljana)
- Josip Mantuani, umetnostni in glasbeni zgodovinar, arheolog (1860, Ljubljana − 1933, Ljubljana)
- Gustav Gregorin, pravnik, politik, gospodarstvenik (1860, Sežana − 1942, Ljubljana)
- Fran Tekavčič, pravnik, javni delav ec (1862, Kamnik − 1936, Ljubljana)
- Ivan Šušteršič, pravnik, politik (1863, Ribnica − 1925, Ljubljana)
- Etbin Kristan, politik, pisatelj (1867, Ljubljana − 1953, Ljubljana)
- Alfred Valenta Marchthurn, zdravnik, ginekolog, porodničar (1869, Ljubljana − 1926, Ljubljana)
- Matija Jama, slikar (1872, Ljubljana − 1947, Ljubljana)
- Gregor Gojmir Krek, pravnik, sodnik, glasbenik, profesor, akademik (1875, Gradec, Avstrija − 1942, Ljubljana)
- Karl Born, politik, podjetnik (1876, Berlin, Nemčija − 1957, Dunaj, Avstrija)
- Ivan Cankar, pisatelj, pesnik, dramatik, esejist (1876, Vrhnika − 1918, Ljubljana)
- Leo Stare, odvetnik (1878−1948)
- Egon Stare, odvetnik (1882, Ljubljana − 1959, Trst, Italija)
- Maksim Gaspari, slikar (1883, Selšček nad Cerknico − 1980, Ljubljana)
- Hinko Smrekar, slikar, risar, grafik, ilustrator (1883, Ljubljana − 1942, Ljubljana)
- Josip Sernec, filozof, politik, gospodarstvenik (1884, Slovenska Bistrica −1925, Ljubljana)
- Franc Aleševec, slikar.
- Ferdo Juvan, dekan iz Cerknice.
- Julius Šenoa, podpredsednik hrvaške hranilnice v Zagrebu.

## Drugo
- Bogdan Vovk, agronom, pedolog (1902, Bled – 1988, Ljubljana)
- Anton Baloh, inženir strojništva (1918, Bled – 1988 Heidelberg, Nemčija)
- Janez Božič, inženir gozdarstva, strokovnjak za gozdove, publicist (1928, Bled – 2021)
- Nikolaj Lapuh, gozdar, lovec, pisatelj (1932, Zasip – 2009, Radovljica)
- Ivanka Berčan, teologinja, socialna delavka, častna občanka občine Bled (2010) (1964, Ljubljana)